# Škofija, Šmarje pri Jelšah
Škofija je naselje v Občini Šmarje pri Jelšah.